# Hrabstwo Rockland
Rockland – hrabstwo (ang. county) w stanie  Nowy Jork w USA.

## Geografia
Powierzchnia hrabstwa wynosi 199,34 mi² (około 516,3 km²). W 2010 roku jego populacja wynosiła 311 687 osoby, a liczba gospodarstw domowych: 104 057. W 2000 roku zamieszkiwało je 286 753 osób, a w 1990 mieszkańców było 265 475.

### Miasta
- Clarkstown
- Haverstraw
- Orangetown
- Ramapo
- Stony Point[1]

### Wsie[1]
- Airmont
- Chestnut Ridge
- Grand View-on-Hudson
- Haverstraw
- Hillburn
- Kaser
- Montebello
- New Hempstead
- New Square
- Nyack
- Piermont
- Pomona
- Sloatsburg
- South Nyack
- Spring Valley
- Suffern
- Upper Nyack
- Wesley Hills
- West Haverstraw

### CDP[1]
- Bardonia
- Blauvelt
- Congers
- Hillcrest
- Monsey
- Mount Ivy
- Nanuet
- New City
- Orangeburg
- Pearl River
- Sparkill
- Stony Point
- Tappan
- Thiells
- Valley Cottage
- Viola
- West Nyack